# O Herói
O Herói  es una película del año 2003.

## Sinopsis
Reclutado a pesar suyo en el ejército angoleño a los quince años, desmovilizan a Vitorio al cabo de 20 años de lucha. Durante una de sus últimas misiones, pisó una mina antipersonas y hubo que amputarle la pierna. Al cabo de meses de espera, consigue una prótesis con la que espera poder empezar una nueva vida. Solo, desamparado, deambula por las calles de Luanda en busca de trabajo y de su familia, de la que no tiene noticias. En esta ciudad que solo desea olvidar la guerra, sometida a la creciente llegada de refugiados y a toda clase de penurias, Vitorio solo encuentra compasión, burla o indiferencia. Una noche, mientras duerme en la calle, le roban la prótesis y, al mismo tiempo, su sueño de integración. Sin embargo, unos encuentros fortuitos le ayudarán a recuperar la esperanza: Judith, una prostituta que le ofrece su casa; Manu, un niño de diez años que busca en él al padre al que apenas conoció, y Joana, la joven maestra de Manu, que le ayuda a recuperar la prótesis a través de un programa de radio.

## Premios
- Journées Cinématographiques de Carthage 2004
- Sundance Film Festival 2005